# Мискин, Мухаммед Джафар
Мухаммед Джафар Мискин (азерб. Məhəmməd Cəfər Miskin) — азербайджанский поэт и сатирик XIX века.

## Творчество
Мухаммед Джафар Мискин был родом из Шамкира. Наряду с лирическими стихами, писал также сатирические произведения, в которых разоблачал дворян, беков и царских администраторов. Описывая вред, причиняемый крестьянам, он бичевал царских чиновников-взяточников: «Каждый из этих тунеядцев является палачом немилосердным. Они сдирают шкуру с крестьян». Поэт также использовал сравнения религиозного характера, где уподоблял чиновников убийце Имама Хусейна.